# I Don't Need a Man
I Don't Need a Man (it: Non necessito di un uomo)  è il quinto singolo del gruppo musicale Pussycat Dolls ad essere estratto dal loro album di debutto PCD.

## Tracce
European maxi CD
1. "I Don't Need a Man" (album version) – 3:39
2. "I Don't Need a Man" (instrumental) – 3:39
3. "We Went as Far as We Felt Like Going" – 3:50
4. "I Don't Need a Man" (video) – 3:39

UK single
1. "I Don't Need a Man" (album version) – 3:39
2. "We Went as Far as We Felt Like Going" – 3:50

## Classifiche
| Classifica (2006/2007) | Posizione massima |
| ---------------------- | ----------------- |
| Australia              | 6                 |
| Austria                | 19                |
| Belgio                 | 7                 |
| Europa                 | 14                |
| Francia                | 12                |
| Germania               | 20                |
| Irlanda                | 9                 |
| Italia                 | 13                |
| Nuova Zelanda          | 7                 |
| Paesi Bassi            | 4                 |
| Regno Unito            | 7                 |
| Romania                | 4                 |
| Svezia                 | 27                |
| Svizzera               | 15                |
| U.S. Billboard Hot 100 | 93                |
| U.S. Billboard Pop 100 | 83                |